# Planet Hulk (película)
Planet Hulk es una película de animación de Marvel Animation, lanzada al mercado directamente para vídeo en 2010 por Lionsgate Home Entertainment. Está basada en el argumento de la historieta Planet Hulk, escrita por Greg Pak y Carlo Pagulayan.

## Argumento
Hulk despierta a bordo de una lanzadera justo antes de estrellarse en el planeta Sakaar. Guardias imperiales aparecen y adjuntan un disco de obediencia a Hulk, permitiéndoles comunicarse. Hulk es encarcelado con Hiroim, Korg, Miek, Elloe Kaifi, Lavin Skee, un Androide, y unos habitantes del país hived.
Fuerzan a los esclavos a luchar por su libertad en tres batallas de gladiador. Sus primeros opositores son los hermanos de Korg. Lavin Skee y los habitantes del país mueren en la batalla. Hulk ataca al Rey Rojo que preside la arena, pero es derrotado por el teniente del emperador, Caiera. El Rey Rojo permite a Hulk vivir porque la muchedumbre es entretenida, pero en secreto trama su muerte.
Otros gladiadores sostienen un servicio para Lavin Skee y forman un pacto Warbound, revelando sus pasados el uno al otro. Elloe también dice a Hiroim que algunos civiles creen que el Casco es "Sakaarson" verdadero, un salvador pronosticado. Hulk rechaza el título. Otros gladiadores luchan su segunda ronda contra el Wildebots, y son victoriosos.
Más tarde, Caiera va hacia Hulk y revela su pasado. Como un niño, criaturas conocidas como "los Puntos" atacaron su ciudad natal. El Príncipe Rojo (ahora el Rey Rojo) mató a los Puntos con sus guardias de Calavera (Hiroim les llamó la Mano de la Muerte), después de lo cual Caiera la lealtad prometida al príncipe. Ella preocupa la popularidad del que Hulk gire a la gente lejos del Rey Rojo, y lo anime a escaparse. Esa noche la resistencia viene para rescatar a los gladiadores pero el Casco rechaza ir, advirtiendo hay una trampa. Elloe hojas, y el resto de Warbound se fuerzan a escuchar a los militantes de la resistencia siendo atacados.
Para la lucha tercera y final, su opositor es la Beta Ray Bill, obligado por un disco de obediencia para matar o ser matado. Hulk y Bill luchan con ferocidad. Durante su lucha Hiroim nota que la sangre de Hulk sobre la suciedad trae plantas a la vida - un signo del Sakaarson. Hulk destruye el disco de obediencia de Bill, pero sigue su ataque, aporreando a Bill cerca de la muerte.

## Reparto
- Rick D. Wasserman voz Hulk.
- Lisa Ann Beley voz Caiera.
- Mark Hildreth voz Red King.
- Liam O'Brien voz Hiroim.
- Kevin Michael Richardson voz Korg.
- Samuel Vincent voz Miek.
- Advah Soudack voz Elloe Kaifi.
- Michael Kopsa voz Lavin Skee.
- Marc Worden voz Iron Man.
- Paul Dobson voz Beta Ray Bill.
- Donald Adams voz Governor Churik.
- Lee Tockar voz Android.
- Russell Roberts voz Primus Vand.

Voces adicionales por Doug Abrahams, Paul Dobson, David Kaye, Ellen Kennedy, Campbell Lane, Chantal Strand y Lee Tockar.

## Equipo
- Jamie Simone - Director de Voz

- Datos: Q2662947